# مشاور جوان
شورای مشاوران جوان نهاد ریاست جمهوری مجموعه‌ای است که در همهٔ مجموعه‌های دولتی وظیفه مشاوره دادن به مدیران توسط جوانان را بر عهده دارد.

## اهداف تشکیل
تشکیل مشاوران جوان ضمن ایجاد روحیه نشاط، پویایی و نوگرایی، زمینه ایجاد تحول در نظام مدیریتی کشور را فراهم‌کرده و حضور جوانان در کنار مدیران با تجربه و باسابقه زمینه رشد مجموعه استانداری و دستگاها و فرمانداریها را به‌وجودمی‌آورد. برای تحقق همین‌منظور، گروه مشاوران جوان ریاست جمهوری در اسفند ماه ۱۳۸۴ پایه‌گذاری گردید و همزمان با آن گروههای مشاوران جوان استانداری‌ها شکل‌ریزی و پایه‌گذاری گردید

## ادغام
این مجموعه در تاریخ شانزدهم شهریورماه ۱۳۸۸ با سازمان ملی جوانان ادغام شد.
در بهمن ماه ۱۳۸۸ ریاست گروه مشاورین جوان ریاست‌جمهوری به اسفندیار رحیم مشایی تفویض شد.
یکی از گزینه‌های ادامه فعالیت ادغام بود ولی تا پایان سال ۱۳۸۹ هنوز ادغامی صورت نگرفته و این گروه در دفتر رئیس جمهور مشغول فعالیت است.
مدیران این مجموعه از ابتدا عبارتند از: مهرداد بذرپاش - اولین رئیس گروه (رئیس سابق سازمان ملی جوانان ومشاور اجتماعی فعلی رئیس جمهور) حمیدرضا علیان زادگان - قائم مقام سابق گروه (مدیرکل دفتر وزارتی کارواموراجتماعی) عباس مسجدی - قائم مقام فعلی گروه (مشاورجوان سابق وزارت بهداشت) علی منصوری - معاون سابق طرح وبرنامه (مدیرعامل موسسه فرهنگی کاظمیون) مهیار رفیعی - (مشاور امور استانها) وحید خاوئی - معاون سابق منابع انسانی و توسعه مدیریت (مشاورجوان فعلی وزارت رفاه) مصطفی اسلامبولچی - مدیر آموزش (سایت: مدیرسرا. کام) سمیه رفیعی - معاون طرح وبرنامه (مشاور جوان سابق سازمان محیط زیست) علیرضا خجسته پور - معاون منابع انسانی و توسعه مدیریت (عضو سابق گروه مشاوران جوان ایران خودرو) حمیدرضا افراشته - معاون امور استانها (دامادپروین احمدی نژاد) ابوالفضل مجیدی- دبیر شورای راهبردی سازمان فراگیر مشاوران جوان (مشاور جوان سابق استاندار مرکزی)
مهران یعقوبی_(مشاور جوان سابق دبیرخانه مناطق آزاد کشور)